# پارک ملی طبیعی تایرونا
پارک ملی طبیعی تایرونا (انگلیسی: Tayrona National Natural Park) یک منطقه حفاظت‌شده در کلمبیا در منطقه کارائیب شمالی این کشور است و تحت حوزه قضایی شهر سانتا مارتا قرار دارد. این پارک در فاصله‌ای حدود ۳۴ کیلومتر (۲۱ مایل) از مرکز شهر واقع شده است. پارک تایرونا زیست‌بومی متنوع و منحصربه‌فرد را از منطقه سیرا نوادا د سانتا مارتا ارائه می‌دهد و دارای انواع اقلیم‌ها (اقلیم آلپی) و جغرافیایی است که از سطح دریا تا ارتفاع ۹۰۰ متری متغیر است. این پارک حدود ۳۰ کیلومتر (۱۹ مایل) از مناطق دریایی در دریای کارائیب و تقریباً ۱۵۰ کیلومتر (۹۳ مایل) از مناطق خشکی را پوشش می‌دهد.
در سال ۲۰۲۲، این پارک با جذب ۵۴۵٬۷۶۰ بازدیدکننده به‌عنوان دومین پارک ملی پربازدید در کلمبیا شناخته شد.

## تاریخچه
پارک ملی تایرونا بر اساس قانون شماره ۱۹۱ مؤسسه اصلاحات ارضی کلمبیا (INCORA) تأسیس شد تا از منطقه حفاظت کرده و محیط زیست اکولوژیکی آن را حفظ کند.

## جغرافیا
پارک تایرونا مساحتی حدود ۱۵۰ کیلومتر مربع (۵۸ مایل مربع) دارد. این پارک در حوزه قضایی شهر سانتا مارتا، در بخش ماگدالنا و در امتداد سواحل شمالی کلمبیا که با دریای کارائیب هم‌مرز است، قرار گرفته است.